# 赛睿
赛睿 (英文名steelseries)是丹麦的游戏外设和配件制造商，包括耳机，键盘，滑鼠和滑鼠墊。

## 历史
赛睿是由Jacob Wolff-Petersen创立于2001年。公司原名Soft Trading后于2007年改名为SteelSeries（赛睿）